# Comité flamand de France
Le Comité flamand de France a été fondé le 10 avril 1853, par Edmond de Coussemaker. Cette société savante a pour but l'étude et la diffusion de la culture flamande (histoire, littérature, musicologie, architecture, langue...) en Flandre française (arrondissements de Dunkerque, Lille et Douai). Le Comité flamand a une bibliothèque à Hazebrouck (au-dessus du musée des Augustins). Il s'occupe du musée Jeanne-Devos, collection de photographies conservées au Centre iconographique de la Flandre à Wormhout. Il est toujours en activité de nos jours et devient ainsi une des plus anciennes sociétés savantes du pays.

## Histoire
Le comité flamand de France est né de la conversation entre membres de la « Société dunkerquoise pour l'encouragement des sciences, des lettres et des arts », constatant la déperdition de la pratique de la langue flamande en Flandre maritime. Edmond de Coussemaker, ne pouvant se résoudre à la perte de ce patrimoine, lance l'idée de créer une société savante chargée de recueillir ce qui a trait à l'histoire et à la littérature flamande. La première réunion a lieu chez lui rue David d'Angers le 10 avril 1853. Elle groupe six personnes, les membres fondateurs. Ils sont déjà actifs au sein de la société dunkerquoise citée et également membres de la commission historique du Nord. Edmond de Coussemaker est président des deux sociétés en 1854 , le comité flamand et la société dunkerquoise
Le comité se donne pour mission de rassembler et préserver tout document de toute nature (textes, chartes, épigraphie, coutumes, chants populaires, etc.) susceptible de témoigner de l'ancienne culture flamande dans la région. Il se donne pour devise Moedertael en Vaderland qui peut se traduire par Langue maternelle et sol des aïeux.
Il suscite rapidement l'intérêt : quatre mois après sa création, il compte 14 membres résidents, 47 membres correspondants et 7 membres honoraires, et ces chiffres ne feront qu'augmenter. Il entretient des relations avec plusieurs sociétés savantes régionales ou nationales dont cinq situées en Belgique, prélude à un fort développement ultérieur. Le 24 août 1853, le ministre de l'Instruction publique et des cultes officialise son existence en tant que société savante et approuve ses statuts.
À ses débuts, le comité tient des séances mensuelles, à Dunkerque et ponctuellement à Hazebrouck ou à Bergues (séance solennelle du 31 mai 1854).
En 1858, le président ayant été nommé juge au tribunal civil de Lille, il est décidé de tenir les séances alternativement à Lille et à Dunkerque.
Le comité a publié son premier document dès sa première année d'existence et cette activité se poursuit jusqu'à nos jours.
Par la suite, le comité s'installe de façon durable : le ministre de l'Instruction publique et des cultes lui accorde une subvention, un ou des délégués du comité assiste au congrès annuel des sociétés savantes, et en 1858, le maire de Dunkerque lui accorde une salle pour ses séances, et une autre pour le dépôt de ses archives à l'hôtel-de-ville. Dès ses débuts, le comité recueille en effet nombre de documents en langue flamande de différents donateurs, en particulier les membres, mais pas seulement, reçoit les publications des sociétés savantes avec lesquelles il est en relation, etc..
Dans la deuxième moitié du XIXe siècle, le comité flamand de France rayonne et suscite l'intérêt de personnalités prestigieuses de Belgique, des Pays-Bas, jusqu'en Allemagne comme Jacob Grimm, Jules de Saint-Genois, Hendrik Conscience, Prudens van Duyse, etc.
Vers 1900, le comité présente des aspects de mouvement régionaliste, prônant l'ancienne langue populaire et la fidélité au catholicisme, mais demeure dans des limites compatibles avec l'appartenance à la France et à la République. Il regroupe de nombreux notables et beaucoup de curés de villages.
L'époque de « l'affrontement  » entre la République et l'Église, (lois d'expulsion des congrégations (1880), expulsion des congrégations (1903), loi de séparation des Églises et de l'État en 1905), est une période difficile pour le comité flamand de France, attaché au catholicisme. Il va également être affecté par les démêlés à partir de 1905 avec son évêque de l'abbé Lemire, dont son président Camille Looten est proche, et troublé par la scission de l'archevêché de Cambrai accompagné de la création du diocèse de Lille en 1913 (l'archevêque de Cambrai soutenait les prêtres, présents en nombre parmi les membres du comité flamand, qui réclamaient dans les années 1890 de pouvoir enseigner le catéchisme en flamand; en revanche, le comité flamand en tant que tel ne soutient pas cette demande).
Après la Première Guerre mondiale, le comité reprend ses sessions, suspendues pendant la guerre, le 12 juin 1919. Dans une région très marquée par la guerre et les destructions, il encourage le recueil des indices du passé pour permettre la reconstruction, la consultation de ses Bulletins et Annales pour y retrouver les traces des bâtiments anciens. Il constate le déclin de la langue flamande dans les villages et encourage la collecte des vieux noms flamands. Le comité entrainé par son président défend l'idée de la « petite patrie » (la région flamande française) à l'intérieur de la « grande patrie » (la France).
Dans les années précédant la Seconde Guerre mondiale, et pendant celle-ci, le président du comité Camille Looten, ecclésiastique, sait maintenir l'institution à l'écart de la dérive du nationalisme flamand incarnée en Flandre par l'abbé Jean-Marie Gantois. Le comité flamand va rompre avec le Vlaams Verbond van Frankrijk ou Ligue flamande de France, fondée par l'abbé Gantois, alors que nombre de ses adhérents avaient adhéré à ce mouvement. 
De nos jours, le comité flamand de France, association loi de 1901, installé à Hazebrouck, poursuit les missions que s'étaient données les fondateurs : publications, participation à différentes manifestations en particulier autour du livre, organisation de journées, assemblées générales et colloques dans différentes communes de la Flandre maritime…

## Activités
À côté de ses publications et de la gestion de sa bibliothèque et du musée Jeanne-Devos, le Comité s'investit dans la sauvegarde du patrimoine. Il collabore avec l'Institut de la langue régionale flamande pour la défense et la promotion du flamand de France.
Le comité flamand de France a organisé en 2012-2013, une grande exposition dans plusieurs villes de la Flandre maritime ainsi qu'à Poperinge afin de mettre en valeur le « fonds Dezitter », archives reçues des héritiers d'Alfred Dezitter (1834-1916), et de son fils Joseph Dezitter contre la promesse de mettre en valeur ce fonds.

## Publications
- Annales du Comité flamand de France, destinées à un large public.
- Bulletin du Comité Flamand de France, destiné aux membres.

## Membres

### Membres fondateurs
- Edmond de Coussemaker(1805-1876), désigné président.
- Louis de Backer ou Louis De Baecker, ancien magistrat à Bergues, vice-président.
- Raymond de Bertrand (1802-1864), érudit et historien, secrétaire-trésorier.
- Auguste Ricour, professeur de mathématiques au collège communal.
- Hippolyte Bernaert, négociant, inspecteur de la librairie étrangère.
- Pierre Meneboo, docteur en médecine[3].
- Abbé Désiré Carnel, vicaire à Dunkerque
- Constant Thélu, médecin[15].

| de   | à        | Identité              |
| ---- | -------- | --------------------- |
| 1853 | 1876     | Edmond de Coussemaker |
| 1876 | 1899     | Alexandre Bonvarlet   |
| 1899 | 1941     | Camille Looten        |
| 1941 | 1945     | Auguste Leman         |
| 1945 | 1947     | Paul Verschave        |
| 1947 | 1956     | Lucien Détrez         |
| 1956 | 1972     | Henri Dupont          |
| 1972 | 1983     | Philippe Jessu        |
| 1983 | 1996     | Jacques Verhasselt    |
| 1996 | 2002     | Jean-Pierre Verschave |
| 2002 | 2009     | Christiane Lesage     |
| 2009 | en cours | Philippe Masingarbe   |

#### Membres
- Louis Leconte (1801-1889), poète de la chambre Verblijders in het kruis d'Eecke
- Armand de Perceval (1818-?), diplomate et homme politique
- L'abbé François Vancostenoble (1821-1901), curé de Flêtre et vice-président du Comité flamand de France
- Ignace de Coussemaker (1842-1890), historien
- Émile Coornaert (1886-1980), historien
- Damien Top (1963-), musicologue et compositeur